# Jacky Pop
Pour les articles homonymes, voir Pop et Jacky Pop (homonymie).
Jacky Pop (de son vrai nom Jacky Paupe) est un écrivain français né le 1er octobre 1949 à Créteil et mort le 12 novembre 2007 à Créteil.

## Biographie
Jacky Paupe est issu d'un milieu prolétaire, teinté de charme ukrainien (par sa mère), et le revendiquant. Passant son adolescence à Maisons Alfort, quartier des planètes, la banlieue deviendra son sujet d’élection pour ses romans noirs.
Première passion, le rock 'n' roll. Dans la fin 60, début des années 1970, il travaille les week-ends sur les marchés (légumes et primeurs)  et s’offre ainsi des concerts à l’Olympia. Il y verra notamment de Chuck Berry aux Rolling Stones (avec Brian Jones), en passant par The Jimi Hendrix Experience, The Animals, Bob Dylan, King Crimson…
A la  même époque, et parallèlement, il fréquente assidûment la M.J.C. de Maisons-Alfort dans laquelle il s'initie au théâtre, au côté de Daniel Jégou (acteur, né en 1950, décédé en 1988) entre autres.
Vers le milieu des années 1970, il se lance sans filet dans l’écriture théâtrale. Participant à la mise en scène, il conçoit également les lumières et la bande son de ses œuvres. Sa dernière pièce de théâtre, montée en 1977, Punk rats, aura pour musique les Sex Pistols. Punks rats ou seuls les rats survivront verra d’ailleurs un affrontement entre punks et rockers ; elle fera également la fermeture du théâtre Mouffetard.[réf. souhaitée]
Au début des années 1980, il se tourne vers le roman noir. Lassés de la frilosité et des refus de publication rencontrés dans le monde de l’édition, Jacky Paupe et sa compagne créent, en 1995, une petite structure d'édition baptisée « Grenadine » qui deviendra par la suite « Grenadine 2000 ». À tout seigneur tout honneur, sa compagne décide que le premier titre édité sera Androzone, roman noir de Jacky Pop — désormais son « pseudonyme » d’auteur.[réf. souhaitée] Livre illustré par des photos N&B de Musy et offrant un « Coup de cœur » pour le sculpteur Jean-Louis Kassen.
Grenadine 2000 publiera peu ; il n’y aura qu’un second titre, en 1999, 94, roman de Jean-Bernard Pouy (illustrations Musy).
En 2002, toujours avec sa compagne, ils coécrivent un roman noir pour les éditions La Vie du rail, qui veut lancer une nouvelle collection de polars, « Rail Noir ». À la fin de cette même année, ils reprennent la direction de cette collection. Au total, durant quatre ans, treize titres verront le jour. Parmi eux, Franck Thilliez et Karine Giebel, découverts par Grenadine.

## Œuvres
Romans & nouvelles
- Androzone, réédition, éditions Pocket, 2009
- « Slave attitude », nouvelle, in Bains Douches, Arcadia éditions, 2007
- « Trou Noir », nouvelle, in 23 mars 2000, c'est un bon jour pour Gabriel, éditions Baleine, 2000
- Piratage à la Cité, polar jeunesse, Père Castor, éditions Flammarion, 1998
- Les neiges du killer-man manchot, Le Poulpe, éditions Baleine, 1997
- Androzone, roman noir, éditions Grenadine, 1995
- L'île à Lola, roman noir, éditions Macadam, 1994
- Éteignez les volets, poèmes, éditions Millas-Martin, 1978

Coécrit avec WoôManh
- Des souris et des trains, polar, collection Rail Noir, éd. La Vie du rail, 2002
- « Un si bel été… », nouvelle, in L'Anniversaire, éditions Humeur vagabonde, 2001
- « Fille prise d'otage », nouvelle, in Les 7 Familles du Polar, éditions Baleine, 2000
- Des verts et des biens mûrs, roman, Série Grise, éditions Baleine, 2000

Théâtre
- Punks Rats ou Seuls les rats survivront, 1978, Théâtres Marie Stuart & Mouffetard
- L'élan spirale ou la Femme truquée, théâtre musical, 1976, Festival international de Musique contemporaine de Poitiers
- L'ombre isocèle, théâtre musical, 1975, Bio-Théâtre de Paris
- Cyglamour et le Pape, 1974, La Vieille Grille
- Mougik Bus, 1973, Centre culturel de Créteil, Festival international du Théâtre actuel de Lyon, Festival international de Tabarka
- Bi-Sextrice, 1972, Centre culturel de Créteil